# Фінал кубка Англії з футболу 1930
Фінал кубка Англії з футболу 1930 — 55-й фінал найстарішого футбольного кубка у світі. Учасниками фіналу були «Арсенал» і «Гаддерсфілд Таун». Володарем кубкового трофею став «Арсенал».

## Шлях до фіналу
| «Арсенал»          | «Арсенал» | «Арсенал»                                                         | Раунд           | «Гаддерсфілд Таун» | «Гаддерсфілд Таун» | «Гаддерсфілд Таун»                      |
| ------------------ | --------- | ----------------------------------------------------------------- | --------------- | ------------------ | ------------------ | --------------------------------------- |
| Суперник           | Результат | Матчі                                                             |                 | Суперник           | Результат          | Матчі                                   |
| «Челсі»            | 2—0       | 2—0 вдома                                                         | Третій раунд    | «Бері»             | 3—1                | 0—0 на виїзді, 3—1 вдома (перегравання) |
| «Бірмінгем Сіті»   | 3—2       | 2—2 вдома, 1—0 на виїзді (перегравання)                           | Четвертий раунд | «Шеффілд Юнайтед»  | 2—1                | 2—1 вдома                               |
| «Мідлсбро»         | 2—0       | 2—0 на виїзді                                                     | П'ятий раунд    | «Бредфорд Сіті»    | 2—1                | 2—1 вдома                               |
| «Вест Гем Юнайтед» | 3—0       | 3—0 на виїзді                                                     | Шостий раунд    | «Астон Вілла»      | 2—1                | 2—1 на виїзді                           |
| «Галл Сіті»        | 3—2       | 2—2 на нейтральному полі, 1—0 на нейтральному полі (перегравання) | 1/2 фіналу      | «Шеффілд Венсдей»  | 2—1                | 2—1 на нейтральному полі                |

## Матч
| 26 квітня 1930 |

| Арсенал                | 2:0      | Гаддерсфілд Таун |
| ---------------------- | -------- | ---------------- |
| Джеймс 17' Ламберт 83' | Протокол |                  |

| Вемблі, Лондон Глядачів: 92 488 Арбітр: Т.Крю |

|  |  |

|                  |  |                |  |
|                  |  |                |  |
| В                |  | Чарлі Пріді    |  |
| З                |  | Едді Гепгуд    |  |
| З                |  | Том Паркер (к) |  |
| ПЗ               |  | Боб Джон       |  |
| ПЗ               |  | Білл Седдон    |  |
| ПЗ               |  | Альф Бейкер    |  |
| Н                |  | Кліфф Бастін   |  |
| Н                |  | Алекс Джеймс   |  |
| Н                |  | Джек Ламберт   |  |
| Н                |  | Девід Джек     |  |
| Н                |  | Джо Гюлм       |  |
| Головний тренер: |  |                |  |
| Герберт Чепмен   |  |                |  |

|                  |  |                |  |
|                  |  |                |  |
| В                |  | Г'ю Тернер     |  |
| З                |  | Боб Спенс      |  |
| З                |  | Рой Гудол      |  |
| ПЗ               |  | Остен Кемпбелл |  |
| ПЗ               |  | Том Вілсон (к) |  |
| ПЗ               |  | Джиммі Нейлор  |  |
| Н                |  | Біллі Сміт     |  |
| Н                |  | Гаррі Роу      |  |
| Н                |  | Гаррі Дейвіс   |  |
| Н                |  | Боб Келлі      |  |
| Н                |  | Алекс Джексон  |  |
| Головний тренер: |  |                |  |
| Клем Стівенсон   |  |                |  |